# Kappa Velorum
κ Velorum (Kappa Velorum, kurz κ Vel) ist ein spektroskopischer Doppelstern mit einer scheinbaren visuellen Helligkeit von 2,5 mag und einer Umlaufdauer von etwa 117 Tagen. Das Sternsystem liegt im Sternbild Vela und ist etwa 570 Lichtjahre entfernt. κ Velorum besitzt den historischen Eigennamen Markab (zur Unterscheidung von anderen Sternen gleichen Namens manchmal auch Markeb geschrieben).
Der Stern ist nur ein paar Grad vom Südhimmelspol des Mars entfernt, man könnte ihn also als Südpolarstern des Mars betrachten.